# Manuel Gordillo
Manuel Gordillo Ladrón de Guevara (Osuna, 1899 – Fuengirola, 1 de septiembre de 1982) fue uno de los más importantes compositores de canción española (copla andaluza).

## Trayectoria artística
Inició sus estudios musicales con el violín como instrumento a la edad de ocho años, para proseguir con los de armonía e interpretación. Con 24 años decidió marcharse a Madrid a proseguir sus estudios y perfeccionar sus conocimientos con el que por entonces era director de la Banda de Alabarderos, Emilio Vega.  Ingresó en 1928 en el Cuerpo Nacional de Directores de Bandas Civiles y su primer destino fue la Banda Municipal de Lucena (1928-1936). Allí conoció a su esposa, Isabel Pérez, y movido por la devoción a la Virgen de Araceli –patrona de dicha localidad cordobesa- compuso la marcha “Divina Araceli” en el periodo 1928-1935. Gordillo fue un sevillano de profunda religiosidad enamorado de su tierra como lo demuestran composiciones como el pasodoble “Santa Sevilla”, estrenado en Madrid por la Banda Sinfónica Municipal de Madrid.
No es hasta que conoce a Marifé de Triana y decide formarla y apadrinarla que comienza a ser un compositor verdaderamente conocido. A raíz del éxito fundaría una academia musical y empezaría a colaborar con diferentes autores, entre los que se encuentran Quintero, León y Quiroga y demás importantes creadores del momento.
Entre sus obras más conocidas se encuentran las canciones: «Torre de arena», «Cosas de chavales», «Yo quiero ser mataor», «Frasquito Romero», «Antonio Romance», «Gitanos en caravana», «Una paloma blanca», «Los tientos del cariño», que fueron interpretadas por los más importantes autores de la época; Rafael Farina, Marifé de Triana, Antonio Molina, Conchita Bautista, Rosita Ferrer, Raphael, entre otros.
Tanto Luis Buñuel como Pedro Almodóvar incluyeron canciones suyas en sus películas.
De su escuela musical surgiría Raphael, que empezó a cantar tras su llegada a Madrid. Apoyándole en sus comienzos estuvo su hijo Francisco Gordillo (más conocido como Paco Gordillo), quien se convertiría en su mánager.
Contrajo matrimonio con doña Isabel Pérez Fernández con la que procreó hijos, Francisco, Mercedes, Manuela, Araceli y Rafael Gordillo Pérez.
Falleció en Fuengirola el 1 de septiembre de 1982.